# Maretia carinata
Maretia carinata is een zee-egel uit de familie Maretiidae.
De wetenschappelijke naam van de soort werd in 1873 gepubliceerd door Heinrich Bolau.